# Protestantisme au Soudan
 (décembre 2024).
La mise en forme du texte ne suit pas les recommandations de Wikipédia : il faut le « wikifier ».
Les points d'amélioration suivants sont les cas les plus fréquents :
- Les titres sont pré-formatés par le logiciel. Ils ne sont ni en capitales, ni en gras.
- Le texte ne doit pas être écrit en capitales (les noms de famille non plus), ni en gras, ni en italique, ni en « petit »…
- Le gras n'est utilisé que pour surligner le titre de l'article dans l'introduction, une seule fois.
- L'italique est rarement utilisé : mots en langue étrangère, titres d'œuvres, noms de bateaux, etc.
- Les citations ne sont pas en italique mais en corps de texte normal. Elles sont entourées par des guillemets français : « et ».
- Les listes à puces sont à éviter, des paragraphes rédigés étant largement préférés. Les tableaux sont à réserver à la présentation de données structurées (résultats, etc.).
- Les appels de note de bas de page (petits chiffres en exposant, introduits par l'outil «  Source ») sont à placer entre la fin de phrase et le point final[comme ça].
- Les liens internes (vers d'autres articles de Wikipédia) sont à choisir avec parcimonie. Créez des liens vers des articles approfondissant le sujet. Les termes génériques sans rapport avec le sujet sont à éviter, ainsi que les répétitions de liens vers un même terme.
- Les liens externes sont à placer uniquement dans une section « Liens externes », à la fin de l'article. Ces liens sont à choisir avec parcimonie suivant les règles définies. Si un lien sert de source à l'article, son insertion dans le texte est à faire par les notes de bas de page.
- La présentation des références doit suivre les conventions bibliographiques. Il est recommandé d'utiliser les modèles {{Ouvrage}}, {{Chapitre}}, {{Article}}, {{Lien web}} et/ou {{Bibliographie}}. Le mode d'édition visuel peut mettre en forme automatiquement les références.
- Insérer une infobox (cadre d'informations à droite) n'est pas obligatoire pour parachever la mise en page.

Pour une aide détaillée, merci de consulter Aide:Wikification.
Si vous pensez que ces points ont été résolus, vous pouvez retirer ce bandeau et améliorer la mise en forme d'un autre article.
Les protestants sont environ 2 009 374 au Soudan (5% de la population). Il leur est interdit de faire du prosélytisme. La loi rend l’apostasie (qui inclut la conversion de l’islam à une autre religion) passible de la peine de mort. Les groupes ethniques du sud qui luttent contre la guerre civile sont en grande partie des adeptes des religions autochtones traditionnelles ou des chrétiens.
Le protestantisme est arrivé pour la première fois au Soudan en 1889 lorsque la Société Missionnaire de l'Église en Angleterre a lancé une mission commémorative Gordon et que Llewellyn Henry Gwynne a été envoyé à Khartoum pour la première fois. Il a été rejoint un an plus tard par le révérend J Kelly Giffin, un missionnaire presbytérien des États-Unis. D'autres missionnaires basés en Égypte se sont rendus à Khartoum au cours de la décennie suivante et plusieurs écoles et un hôpital ont été ouverts. Le gouvernement britannique a autorisé leur travail à condition qu'ils ne fassent pas de prosélytisme auprès des musulmans locaux.
En 2021, les chrétiens représentaient 5,4 % de la population du Soudan. Les groupes les plus importants étaient les coptes orthodoxes, les grecs orthodoxes et les catholiques . Les principales confessions protestantes comprenaient l'Église anglicane épiscopale (EAC), l'Église soudanaise de Dieu (SCOC), l'Église évangélique presbytérienne du Soudan (SPEC) et l' Église presbytérienne du Soudan . Des groupes plus petits, tels que les Témoins de Jéhovah et les Adventistes du Septième jour, ont également des congrégations dans le pays. Les chrétiens sont principalement basés dans les zones urbaines, notamment à Khartoum et à Port-Soudan, ainsi que dans les monts Nouba.
En 2020, le gouvernement a abrogé une loi qui imposait la peine de mort pour apostasie. Cependant, le code pénal comprend une section sur les « délits religieux », qui incluent la remise en question ou la critique du Coran, l'insulte à Mahomet (ou à ses épouses ou compagnons) et l'insulte à toute religion.
Des rapports de persécution ont été faits. En tant que minorité au sein d’une minorité, les protestants ont connu l’oppression dans le passé, notamment la confiscation et la destruction de leurs biens. Dans les années 2020, le harcèlement concerne principalement la bureaucratie et le refus de permis de construire. En 2021, un membre de l’Église épiscopale du Soudan a été arrêté et maltraité après avoir critiqué les autorités pour avoir refusé la reconstruction d’un SCOC qui avait été incendié par des incendiaires. En mai 2023, lors de troubles nationaux, la cathédrale anglicane de Khartoum a été saisie par les RSF tandis qu'une église évangélique a été bombardée. Une église SPEC et une église pentecôtiste avaient déjà été détruites début 2022.

## Dénominations
- Église de l'intérieur de l'Afrique
- Assemblées de Dieu
- Église du Christ dans le Haut-Nil
- Église presbytérienne évangélique du Soudan
- Église presbytérienne du Soudan
- Église intérieure du Soudan
- Église soudanaise du Christ
- Église pentecôtiste du Soudan

## Voir également
- La religion au Soudan
- Le christianisme au Soudan
- Église catholique au Soudan
- L'Orthodoxie au Soudan
- Religion au Soudan du Sud
- Conseil des Églises du Nouveau Soudan
- Église épiscopale du Soudan

## Les références
1. ↑  Dictionary of African Christianity Biography website
2. ↑  US State Dept report 2021
3. ↑  USCIRF Annual Report 2020
4. ↑  Christian Solidarity Worldwide website
5. ↑  Christian Solidarity Worldwide website

## Sources
- Article sur le protestantisme par pays
- Encyclopédie chrétienne mondiale, édition 2001, volume 1, page 703 (Liste des dénominations)
- Article sur le statut de la liberté religieuse au Soudan